# Tabanus makimurae
Tabanus makimurae är en tvåvingeart som beskrevs av Ouchi 1943. Tabanus makimurae ingår i släktet Tabanus och familjen bromsar. Inga underarter finns listade i Catalogue of Life.